# Beja (municipi de Portugal)
Beja és un municipi portuguès, capital del districte homònim, situat a la regió de l'Alentejo i a la subregió del Baixo Alentejo. L'any 2001 tenia 35.762 habitants. És un dels municipis més grans de Portugal (1.140,21 km²) i està dividit en 18 freguesias (parròquies civils).

## Història
A l'època dels romans, ja existia aquesta ciutat sota el nom de Pax-Julia, o també Civitas Pacensis o Civitas Pacis. fou una ciutat dels turdetans al sud de Lusitània a la via entre Esuris (a prop de l'actual Ayamonte) i Ebora (actual Évora). Fou una colònia romana i seu d'un convent jurídic. Estrabó esmenta una ciutat anomenada Pax Augusta que podria ser la mateixa ciutat, però que situa entre els celtes. Al segle xx es va considerar que aquesta Pax Augusta podria ser Badajoz però això fou descartat quan es va comprovar que no hi va haver cap ciutat romana en el lloc d'aquesta ciutat, i que el nom de pacencs als habitants fou donat per un error al segle xiii. Tant Pax Iulia com Civitas Pacensis com Pax Augusta corresponen a una única ciutat que és la moderna Beja.
Després de la caiguda de l'Imperi romà, passa a mans dels visigots que la reanomenen Paca i esdevé un bisbat. Tot i que, a principis del segle viii, és conquerida pels musulmans, que li assignen el nom de Badja, del qual deriva el nom actual.
Durant la conquesta àrab d'Hispània, després de la conquesta de Sevilla, els seus defensors es van retirar cap a Badja, des d'on van organitzar un contraatac. Fou després seu d'una de les zones militars de la península (kuwar mudjannada). El 763, el comandant del djund egipci, al-Ala ibn al-Mughib, es va revoltar i va aixecar la bandera negra dels abbàssides i va vestir roba negra com aquestos (enviada per al-Mansur des d'Iraq).
Fou governada per la família dels tayfurites o tayfúrides, notables de la zona que van arribar a ser independents (vegeu emirat de Martulah). Al començament del segle xi, va passar a dependre de l'emir de Silves (taifa de Silves) fins que vers el 1044 fou conquerida pels abbàdides de Sevilla.
Hi va néixer el teòleg Abu l-Walid al-Badji.
Després de moltes batalles entre portuguesos i musulmans, finalment és conquerida pels cristians definitivament l'any 1234.
L'any 1521, recupera l'estatus de ciutat i més tard la seu del bisbat, l'any 1770, perduts per la invasió àrab.